# Silvio Reffo
Silvio Reffo (Vicenza, 5 aprile 1990) è un arrampicatore italiano.
Arrampicatore di livello nazionale e internazionale, ha iniziato a scalare a 14 anni su roccia dedicandosi poi alle gare senza però tralasciare la falesia nella quale fin da giovanissimo ha ottenuto ottimi risultati. Ha al suo attivo molte vie di grado 9a o superiore, due delle quali come primo salitore.

## Biografia
Vicentino, inizia a arrampicare a 14 e a 16 già balza agli onori delle cronache per l'alto livello raggiunto, con il suo primo 8b+ nel gennaio 2007 a soli sedici anni. Nel 2008 entra a far parte della Nazionale Italiana Giovanile di arrampicata sportiva prendendo parte a numerose competizioni Internazionali. Dal 2010 è nella Nazionale Italiana Assoluta di Arrampicata Sportiva. Nel 2012 si laurea in Fisioterapia. Dal 2011 è socio fondatore dell'Associazione Sportiva Vi-Block e gestisce una palestra di arrampicata a Vicenza. Nel 2016 ha raggiunto la quota di dieci vie di grado 9a salite, due delle quali come "first ascent". Successivamente ha raggiunto il grado di 9a+. Attualmente lavora come fisioterapista ed è atleta arrampicatore sponsorizzato.

## Palmarès Sportivo[1]
RANKING 

European Youth Series 2009: 9°
GARE INTERNAZIONALI

Miglior risultato internazionale: 7. male juniors: IFSC European Youth Series (L+S) - Kaliningrad (RUS)
Palmares internazionale (migliori 12):

Senior

29. IFSC Climbing Worldcup (L) - Barcelona (ESP) 2011 26.11.2011 

29. IFSC Climbing Worldcup (L) - Kranj (SLO) 2011 19.11.2011 

14. IFSC Climbing Worldcup (L) - Valence (FRA) 2011 28.10.2011 

29. IFSC Climbing Worldcup (L) - Briançon (FRA) 2011 29.07.2011

29. IFSC Climbing World Championships - Arco (ITA) 2011 15.07.2011

Giovanili

10. IFSC European Youth Series - Kranj (SLO) 2009 

7. IFSC European Youth Series (L+S) - Kaliningrad (RUS) 

8. IFSC European Youth Series - Edinburgh (GBR) 

17. IFSC European Youth Series (L+S) - Munich (GER) 

20. European Youth Series - Imst (AUT) 2009 

23. IFSC European Youth Series (L) - Kranj (SLO) 2008 

9. IFSC European Youth Series (L) - Annecy (FRA) 2008
GARE NAZIONALI

Palmares nazionale (ultimi quindici risultati):

11º Campionato Italiano Boulder Modena 31/10/2011

5º Campionato Italiano Velocità Modena 30/10/2011

1° Coppa Italia Boulder Arco 15/10/2011 

2° Coppa Italia Boulder Padova 24/062011

2° Coppa Italia Difficoltà Verona 5/06/2011

1° Coppa Italia Difficoltà Parma 1/05/2011

1º Campionato Italiano Difficoltà Torino 18/12/2010 

1° Coppa Italia Difficoltà Stava 28/11/2010

2° Coppa Italia Difficoltà Premana 07/11/2010

2° Coppa Italia Difficoltà Arco 17/10/2010

3° Coppa Italia Difficoltà Campitello di Fassa 1/08/2010

2° Coppa Italia Difficoltà Verona 23/05/2010 

1° Circuito Nazionale Difficoltà Padova 16/05/2010 

13° Coppa Italia Boulder Milano 21/02/2010 

6º Campionato Italiano Difficoltà Valdagno (VI) 19/12/2009

## Falesia

### Lavorato
Il suo livello sul lavorato è di 9a+.
Le vie di livello 9a o superiore che ha "chiuso" sono le seguenti:
- 13/06/2012 L'attimo, Covolo, prima salita
- 29/12/2012 Estado critico, Siurana
- 23/01/2013 Era vella, Margalef
- 18/03/2014 The ring of life 9a/a+, Covolo, prima salita
- 17/04/2014 Biologico, Rovereto
- 25/10/2014 Underground, Massone, Arco
- 09/04/2015 Back road, Rovereto
- 08/09/2015 Super circolo abusivo, Paline Val Camonica
- 28/11/2015 Under Vibes, Massone
- 17/01/2016 Sanjski par extension, Misja Pec
- 15/05/2016 Goldrake, 9a+, Cornalba[4]
- 24/01/2017 Thunder Ribes 9a, Massone, Arco[5]
- xx/02/2017 Zauber Fee, 8c+/9a, l'Eremo, Arco[6]
- xx/04/2017 Omen Nomen, 9a, Padaro, Arco[7][8]

### A vista
Ha salito a vista fino all'8b

## Prime ascensioni
- 13/06/2012 L'attimo, Covolo
- 18/03/2014 The ring of life 9a/a+, Covolo
- 21-23/09/2018 Olympia, 8b+, Rodellar, Spagna[10]

## Vie aperte/liberate
- 16/10/2016 Horror Vacui (8b+, 4 tiri per 180m), Scoglio dei Ciclopi, Monte Cimo (Val d’Adige), prima libera in giornata.[11]
- xx/10/2018 Viaggio su Plutone, (8b+max, 7c obb, 7 tiri, ) in Brentino[12]

## Altre imprese di rilievo
Realizzazioni a 16 anni:
- "Super Titti", 8a+ a Covolo
- "Boomerang", 8a+ a Lumignagno
- "Mare Allucinante", 8b+ a Lumignano
- "Mind Control" (8c/c+) flash a Oliana[14]

Ripetizioni prestigiose:
- xx/11/2015 "worlds of pump" 8c+, Red River Gorge[9]
- xx/04/2016 "Pure imagination" 8c+, Red River Gorge[15]
- xx/11/2017 "Hotel Supramonte" (8b, 500m) nella Gola di Gorropu, Sardegna insieme ad Adriano Selva.[16]
- xx/11/2017 "Mezzogiorno di Fuoco" (8b, 270m) alla Punta Giradili, Sardegna insieme a Riky Felderer[17]

## Media e divulgazione
- È ambassador del brand La Sportiva[14]